# آنای موگینی
آنای موگینی (انگلیسی: Anai Mogini؛ زادهٔ ۱ مارس ۲۰۰۳) بازیکن فوتبال اهل بنگلادش است.
وی همچنین در تیم‌های ملی فوتبال Daily Sun (Bangladesh) و Bangladesh women's national under-17 football team بازی کرده‌است.